# A csendes-óceáni hadszíntér fő eseményei

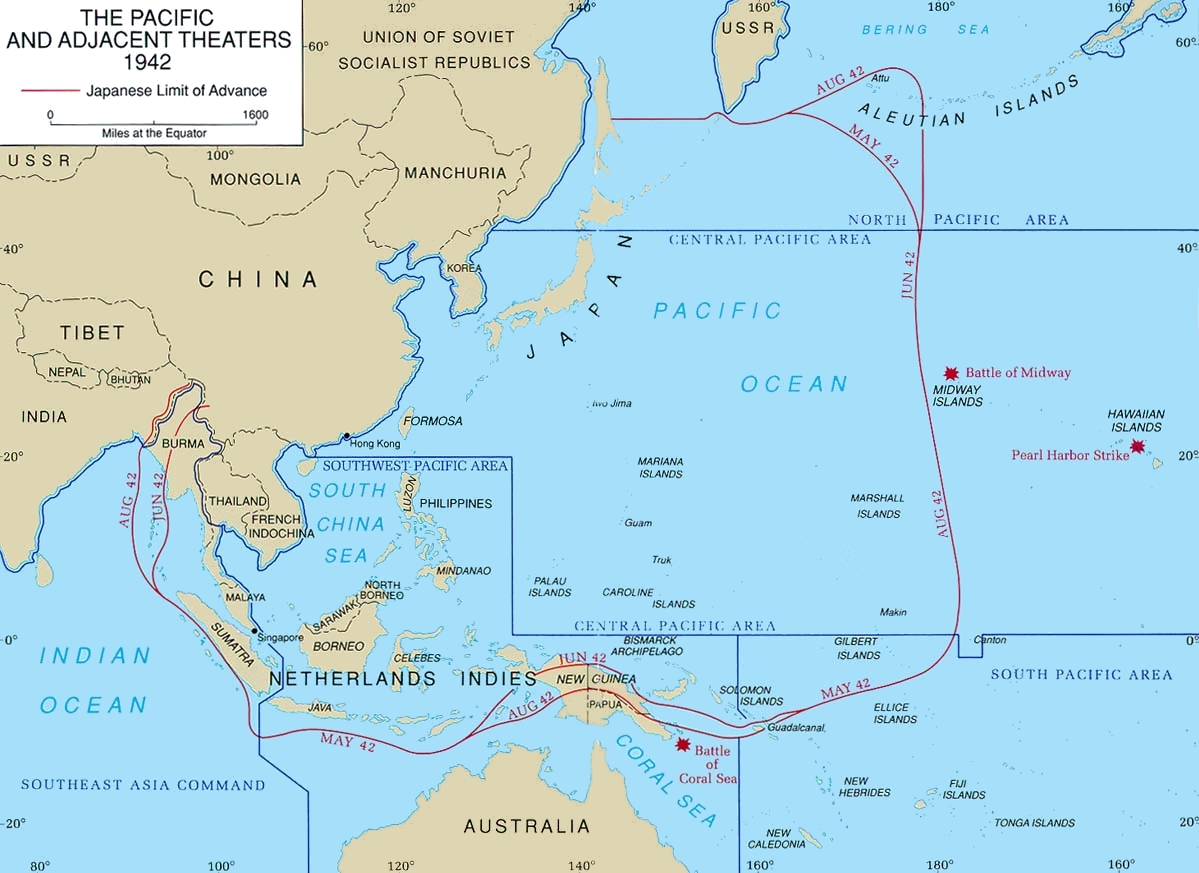
Az Ázsiai-Csendes-óceáni hadszíntér térképe, amelyen az amerikai parancsnokságok területi felosztásai láthatóak

A csendes-óceáni hadszíntér a második világháború egyik nagy hadszíntere volt 1941 és 1945 között. Elsősorban a Japán Birodalom és az Amerikai Egyesült Államok szárazföldi hadseregei, flottái és légi egységei csaptak össze.
Az amerikai vezetés a csendes-óceáni hadszínteret 4 területre osztotta. A Csendes-óceán északi, középső és déli területeknek Chester Nimitz, míg a délnyugati területnek Douglas MacArthur volt a parancsnoka. A délkelet-ázsiai hadszíntéren Joseph Stilwell tábornok vezette a szövetségeseket. A Japán Birodalmi Hadsereg nem hozott létre külön területi parancsnokságokat, legjelentősebb japán parancsnokok Jamamoto Iszoroku, Nagumo Csúicsi, Jamasita Tomojuki és Kurita Takeo voltak. 

## Hadjáratok és csaták

### Csendes-óceán északi területe
- Aleut-szigeteki hadjárat 1942. június 6. – 1943. augusztus 15.
  - Parancsnok-szigeteki csata 1943. március 27.

### Csendes-óceán középső területe
- Pearl Harbor elleni japán támadás 1941. december 7.
- Guami csata 1941. december 8–10.
- Wake-szigeti csata 1941. december 8–23.
- Gilbert-szigetek japán megszállása 1941. december 9.
- Gilbert- és Marshall-szigeteki csapások 1942. február 1.
- Doolittle-rajtaütés 1942. április 18.
- Midwayi csata 1942. június 4–7.
- Makini rajtaütés 1942. augusztus 17–18.
- Nauru japán megszállása 1942. augusztus 26.
- Gilbert- és Marshall-szigeteki hadműveletek 1943. november 20. – 1944. február 23.
  - Tarawai csata 1943. november 20–23.
  - Makini csata 1943. november 20–23.
  - Kwajaleini csata 1944. január 31. – 1944. február 6.
  - Truki csata 1944. február 16–18.
  - Eniwetoki csata 1944. február 17–23.
- Mariana és Palau-szigetek hadműveletek 1944. június 15. – szeptember 24.
  - Saipani csata 1944. június 15. – július 9.
  - Filippínó-tengeri csata 1944. június 19–20.
  - Guami csata 1944. július 21. – augusztus 10.
  - Tiniani csata 1944. július 24. – augusztus 1.
  - Peleliui hadjárat 1944. szeptember 15. – 1944. november 25.
  - Angauri csata 1944. szeptember 20–24.
- Tengeri csata a Leyte-öbölben 1944. október 23–26.
- Bonin és Rjúkjú-szigeteki hadműveletek 1945. február 19. – június 22.
  - Ivo Dzsima-i csata 1945. február 19. – március 26.
  - Okinavai csata 1945. április 1. – június 22.

### Csendes-óceán déli területe
- Guadalcanali hadjárat 1942. augusztus 8. – 1943. február 9.
  - Savo-szigeti tengeri csata 1942. augusztus 8–9.
  - Kelet-Salamon-szigeteki tengeri csata 1942. augusztus 24–25.
  - Esperance-foki tengeri csata 1942. október 11–12.
  - Harc a Henderson területért 1942. október 23–26.
  - Santa Cruz-szigeteki csata 1942. október 25–27.
  - Guadalcanali tengeri csata 1942. november 13–15.
  - Tassafarongai tengeri csata 1942. november 30.
- Salamon-szigeteki hadjárat 1942. január 23. – 1945. augusztus 18.
  - Új Georgia hadjárat 1943. június 30 – október 7.
  - Kula-öböli csata 1943. július 6.
  - Kolombangarai csata 1943. július 12–13.
  - Vella-öböli csata 1943. augusztus 6–7.
  - Vella Lavella-i csata 1943. augusztus 15. – október 6.
    - Vella Lavella-i szárazföldi csata 1943. augusztus 15 – október 6.
    - Vella Lavella-i tengeri csata 1943. október 6.
- Bougainville-i csata 1943. november 1. – 1945. augusztus 21.
  - Leszállás a Torokina-foknál 1943. november 1–3.
  - Augusta császárné öböli csata 1943. november 1–2.
  - Rabaul bombázása 1943. november 2–11.
  - Koromokina-lagúnai csata 1943. november 7–8.
  - Harc a Piva útvonalért 1943. november 8–9.
  - Kókuszligeti csata 1943. november 13–14.
  - Piva elágazási csata 1943. november 18–25.
  - Szent György-fok-i csata 1943. november 25.
  - Koiari rajtaütés 1943. november 28–29.
  - Hellzapoppin-hegyi csata 1943. december 12–24.
  - Rabaul felszabadítása 1943. december 17 – 1945. augusztus 8.
  - Zöld-szigeteki csata 1944. február 15–20.
  - Bougainville-i ellentámadás 1944. március 8–25.
  - Pearl-hegyi csata 1944. december 30–31.
  - Tsimba-hegyi csata 1945. január 17 – február 9.
  - Slater's Knoll-i csata 1945. március 28 – április 6.
  - Hongorai folyói csata 1945. április 17 – május 22.
  - Porton ültetvényi csata 1945. június 8–10.
  - Ratsuai csata 1945. június – augusztus 21.

### Csendes-óceán délnyugati területe
- Fülöp-szigetek japán inváziója 1941. december 8. – 1942. május 8.
  - Bataan-i csata 1942. január 7. – április 9.
  - Első Corregidori csata 1942. május 5–6.
- Holland Kelet-India japán inváziója 1941. december 8. – 1942. március 9.
  - Első borneói csata 1941. december 16. – 1942. március vége
  - Manadoi csata 1942. január 11–12.
  - Első tarakani csata 1942. január 11–12.
  - Első balikpapani csata 1942. január 23–25.
  - Amboni csata 1942. január 31. – február 3.
  - Makassar-szorosi csata 1942. február 4.
  - Palembangi csata 1942. február 13–15.
  - Badung-szorosi csata 1942. február 19–20.
  - Első Jáva-tengeri csata 1942. február 27.
  - Szunda-szorosi csata 1942. február 28. – március 1.
  - Első Jávai csata 1942. február 28. – március 12.
  - Második Jáva-tengeri csata 1942. március 1.
  - Timori csata 1942. február 19. – 1943. február 10.
- Új-Guinea-i hadjárat 1942. január 23. – 1945. augusztus 15.
  - Rabauli csata 1942. január 23. – február 9.
  - Rabaul bombázása 1942. február 20. – március 10.
  - Salamaua–Lae inváziója 1942. március 8–13.
  - Korall-tengeri csata 1942. május 4–8.
  - Kokoda ösvényi hadjárat 1942. július 21. – november 16.
    - Buna-Gona inváziója 1942. július 21–27.
    - Első kokodai csata 1942. július 28–29.
    - Második kokodai csata 1942. augusztus 8–10.
    - Isuravai csata 1942. augusztus 26–31.
    - Első Eora pataki csata 1942. augusztus 31. – szeptember 5.
    - Efogi csata 1942. szeptember 6–9.
    - Ioribaiwa-i csata 1942. szeptember 14–16.
    - Második Eora pataki csata 1942. október 11–28.
    - Oivi–Gorari csata 1942. november 4–11.

  - Milne-öböli csata 1942. augusztus 25. – 1942. szeptember 7.
  - Goodenough-szigeti csata 1942. október 22–27.
  - Buna–Gona-i csata 1942. november 16. – 1943. január 22.
  - Waui csata 1943. január 29. – február 4.
  - Bismarck-tengeri csata 1943. március 2–4.
  - Chronicle hadművelet 1943. június 23–30.
  - Postern hadművelet 1943. április 22. – szeptember 16.
    - Mubói csata 1943. április 22. – július 14.
    - Bobdubi csata 1943. április 22. – augusztus 19.
    - Lababia hegyi csata 1943. június 20–23.
    - Nassau-öbölbeli csata 1943. június 30. – július 6.
    - Tambu-hegyi csata 1943. július 16. – augusztus 18.
    - Lae-i csata 1943. szeptember 4–16.
    - Nadzabi csata 1943. szeptember 5.

  - Huon-félszigeti hadjárat 1943. szeptember 22. – 1944. március 1.
    - Scarlet Beach-i csata 1943. szeptember 22. – október 2.
    - Finschhafeni csata 	1943. szeptember 22. – 1943. október 24.
    - Sattelbergi csata 1943. november 17–25.
    - Wareo-i csata 1943. november 27. – december 8.
    - Sio-i csata 1943. december 3. – 1944. március 1.
    - Long Island-i csata 1943. december 26.
    - Saidori csata 1944. január 2. – február 10.

  - Finisterre-i hadjárat 1943. szeptember 19. – 1944. április 24.
    - Kaiapiti csata 1943. szeptember 19–20.
    - Dumpui csata 1943. szeptember 22. – október 4.
    - Pattanásos csata 1943. december 27–28.
    - Shaggy hegyi csata 1944. január 19–31.
    - Madangi csata 1944. február – április 24.

  - Bougainville-i csata 1943. november 1. – 1945. augusztus 21.
  - Új-britanniai hadjáratok 1943. december 15. – 1945. augusztus 21.
    - Arawei csata 1943. december 15. – 1944. február 24.
    - Gloucester-foki csata 1943. december 26. – 1944. január 16.
    - Talasea-i csata 1944. március 6–9.
    - Jacquinot-öbölbeli partraszállás 1944. november 4.
    - Wide- és Open-öbölbeli csata 1944. december – április

  - Admiralitás-szigeteki hadjárat 1944. február 29. – 1944. május 18.
  - Emiraui partraszállás 1944. március 20–27.
  - Nyugat-Új-Guineai hadjárat 1944. április 22. – 1945. augusztus 15. 
    - Hollandiai csata 1944. április 22. – június 6.
    - Lone Tree Hill-i csata 1944. május 17. – szeptember 2.
    - Wakde-i csata 1944. május 17–21.
    - Biaki csata 1944. május 27. – augusztus 17.
    - Noemfoor-i csata 1944. július 2. – augusztus 31.
    - Driniumor folyó-i csata 1944. július 10. – augusztus 25.
    - Sansapor-i csata 1944. július 30. – augusztus 31.
    - Morotai csata 1944. szeptember 15. – október 4.
    - Aitape–Wewaki hadjárat 1944. november – augusztus 15.

  - Fülöp-szigeteki hadjárat (1944–1945) 1944. október 20. – 1945. augusztus 15.
    - Leyte-i csata 1944. október 17 – december 26.
    - Tengeri csata a Leyte-öbölben 1944. október 23–26.
    - Mindoro csata 1944. december 13–16.
    - Lingayen-öböl inváziója 1945. január 3–13.
    - Luzon csata 1945. január 9. – augusztus 15.
    - Manilai csata 1945. február 3. – március 3.
    - Második Corregidori csata 1945. február 16–26.
    - Palawan inváziója 1945. február 28. – április 22.
    - Mindanaoi csata 1945. március 10. – augusztus 15.
    - Visayas csata 1945. március 18. – augusztus 15.

  - Borneo hadjárat 1945. május 1. – augusztus 30.
    - Második tarakani csata 1945. május 1. – június 21.
    - Észak-Borneói csata  1945. június 10. – augusztus 15.
    - Második balikpapani csata 1945. július 1–21.